# Nené (labdarúgó, 1995)
Nené (Santa Cruz da Graciosa, 1995. június 10. –) portugál korosztályos válogatott labdarúgó, a lengyel Jagiellonia Białystok középpályása.

## Pályafutása

### Klubcsapatokban
Nené a portugál Santa Cruz da Graciosa községben született. Az ifjúsági pályafutását a Sporting Guadalupe és a Sintrense csapatában kezdte, majd 2012-ben a Braga akadémiájánál folytatta.
2014-ben mutatkozott be a Braga tartalékkeretében. A 2016–17-es szezonban a Montalegre csapatát erősítette kölcsönben. 2017-ben a Faféhoz, majd 2019-ben a Santa Clarához igazolt. 2022. július 1-jén kétéves szerződést kötött a lengyel első osztályban szereplő Jagiellonia Białystok együttesével. Először a 2022. július 16-ai, Piast Gliwice ellen 2–1-re megnyert mérkőzésen lépett pályára. Első gólját 2022. augusztus 14-én, a Raków Częstochowa ellen 2–2-es döntetlennel zárult találkozón szerezte meg.

### A válogatottban
Nené három mérkőzés erejéig tagja volt a portugál U19-es válogatottnak.

## Statisztikák
2023. március 11. szerint
| Klub                  | Szezon   | Osztály       | Bajnokság | Bajnokság | Kupa és Ligakupa | Kupa és Ligakupa | Nemzetközi | Nemzetközi | Összesen | Összesen |
| Klub                  | Szezon   | Osztály       | Meccs     | Gól       | Meccs            | Gól              | Meccs      | Gól        | Meccs    | Gól      |
| --------------------- | -------- | ------------- | --------- | --------- | ---------------- | ---------------- | ---------- | ---------- | -------- | -------- |
| Santa Clara           | 2019–20  | Liga Portugal | 18        | 0         | 4                | 0                | —          | —          | 22       | 0        |
| Santa Clara           | 2020–21  | Liga Portugal | 25        | 0         | 3                | 0                | —          | —          | 28       | 0        |
| Santa Clara           | 2021–22  | Liga Portugal | 26        | 0         | 6                | 1                | 4          | 0          | 36       | 1        |
| Santa Clara           | Összesen | Összesen      | 69        | 0         | 13               | 1                | 4          | 0          | 86       | 1        |
| Jagiellonia Białystok | 2022–23  | Ekstraklasa   | 22        | 4         | 1                | 0                | —          | —          | 23       | 4        |
| Összesen              | Összesen | Összesen      | 91        | 4         | 14               | 1                | 4          | 0          | 109      | 5        |